# Жоель Тьєї
Жоель Тьєї (фр. Joël Tiéhi, нар. 12 червня 1964, Абіджан) — івуарійський футболіст, що грав на позиції нападника, зокрема за низку французьких клубних команд, а також національну збірну Кот-д'Івуару, у складі якої був учасником чотирьох розіграшів Кубка африканських націй. 

## Клубна кар'єра
У дорослому футболі дебютував 1984 року виступами за команду «Стелла д'Аджаме», в якій провів чотири сезони. 
1987 року був запрошений до «Гавра», на той час одного з аутсайдерів французької Ліги 1. Згодом три сезони відіграв за цю команду у другом дивізіоні, після чого вона повернулася до еліти французького футболу. до складу якого приєднався 1987 року. Загалом відіграв за команду з Гавра сім сезонів своєї ігрової кар'єри. Більшість часу, проведеного у складі «Гавра», був основним гравцем атакувальної ланки команди та одним з її головних бомбардирів, маючи середню результативність на рівні 0,37 гола за гру першості.
Влітку 1994 року уклав контракт з «Ланс», який залишив вже за півтора роки, перейшовши до  «Мартіга». 1997 року грав за третьоліговий «Сен-Дені Сен-Ле», після чого повернувся до Ліги 1, де в сезоні 1997/98 захищав кольори «Тулузи».
Завершував ігрову кар'єру в ОАЕ, де спочатку грав за «Аль-Джазіру», а протягом 2001—2003 років — за «Аль-Айн».

## Виступи за збірну
З 1987 року викликався до національної збірної Кот-д'Івуару.
У складі збірної був учасником Кубка африканських націй 1992 року в Сенегалі, де виходив на поле у чотирьох іграх, включаючи фінальний матч, після перемоги в якому івуарійці уперше стали континентальними чемпіонами.
Згодом був учасником ще трьох континентальних першостей — Кубка африканських націй 1994 в Тунісі, Кубка африканських націй 1996 у ПАР та Кубка африканських націй 1998 в Буркіна Фасо.
Загалом протягом кар'єри у національній команді, яка тривала 13 років, провів у її формі 40 матчів, забивши 25 голів.

## Титули і досягнення
- Володар Суперкубка ОАЕ (1):

«Аль-Айн»: 2003
- Клубний чемпіон Азії (1):

«Аль-Айн»: 2002-2003
- Володар Кубка африканських націй: 1992
- Бронзовий призер Кубка африканських націй: 1994